# Bodtjärnen, Lappland
Bodtjärnen är en sjö i Åsele kommun i Lappland och ingår i Ångermanälvens huvudavrinningsområde. Sjön har en area på 0,142 kvadratkilometer och ligger 358,3 meter över havet.

## Delavrinningsområde
Bodtjärnen ingår i det delavrinningsområde (709298-158857) som SMHI kallar för Mynnar i Noreån. Medelhöjden är 413 meter över havet och ytan är 15,07 kvadratkilometer. Det finns inga avrinningsområden uppströms utan avrinningsområdet är högsta punkten. Vattendraget som avvattnar avrinningsområdet har biflödesordning 3, vilket innebär att vattnet flödar genom totalt 3 vattendrag innan det når havet efter 211 kilometer. Avrinningsområdet består mestadels av skog (76 procent) och sankmarker (12 procent). Avrinningsområdet har 0,67 kvadratkilometer vattenytor vilket ger det en sjöprocent på 4,4 procent.